# Acquachiara 2014-2015 (pallanuoto maschile)

## Rosa
| N° |                   | Ruolo | Giocatore              |
| -- | ----------------- | ----- | ---------------------- |
|    | Italia (bandiera) | P     | Francesco Caprani      |
|    | Italia (bandiera) | P     | Raffaele Iassevoli     |
|    | Italia (bandiera) | P     | Andrea Lamoglia        |
|    | Italia (bandiera) | D     | Marco Ferrone          |
|    | Italia (bandiera) | D     | Matteo Gitto           |
|    | Italia (bandiera) | D     | Amaurys Pérez          |
|    | Italia (bandiera) | D     | Simone Rossi           |
|    | Italia (bandiera) | D     | Andrea Scotti Galletta |
|    | Italia (bandiera) | D     | Giuseppe Valentino     |

| N° |                    | Ruolo | Giocatore        |
| -- | ------------------ | ----- | ---------------- |
|    | Italia (bandiera)  | CV    | Giacomo Lanzoni  |
|    | Italia (bandiera)  | A     | Matteo Astarita  |
|    | Italia (bandiera)  | A     | Stefano Luongo   |
|    | Italia (bandiera)  | A     | Ciro Caccavale   |
|    | Croazia (bandiera) | A     | Antonio Petković |
|    | Italia (bandiera)  | A     | Vincenzo Tozzi   |
|    | Italia (bandiera)  | CB    | Luca Marziali    |
|    | Croazia (bandiera) | CB    | Fran Paškvalin   |
|    | Italia (bandiera)  | CB    | Davide Addeo     |

| Allenatore: | Paolo De Crescenzo |

## Mercato
| Acquisti | Acquisti           | Acquisti   | Acquisti |
| R.       | Nome               | da         |          |
| -------- | ------------------ | ---------- | -------- |
| P        | Francesco Caprani  | Como       |          |
| D        | Giuseppe Valentino | AN Brescia |          |
| D        | Simone Rossi       | Posillipo  |          |
| CV       | Giacomo Lanzoni    | Bogliasco  |          |
| A        | Matteo Astarita    | Promogest  |          |
| A        | Matteo Gitto       | Florentia  |          |
| CB       | Luca Marziali      | Bogliasco  |          |
| CB       | Fran Paškvalin     | Budva      |          |

| Cessioni | Cessioni             | Cessioni          | Cessioni |
| R.       | Nome                 | a                 |          |
| -------- | -------------------- | ----------------- | -------- |
| P        | Miro Kačić           | fine rapporto     |          |
| D        | Domenico Mattiello   | fine rapporto     |          |
| D        | Giuseppe Postiglione | fine rapporto     |          |
| CV       | Fabio Gambacorta     | fine rapporto     |          |
| A        | Luigi Di Costanzo    | Canottieri Napoli |          |
| A        | Dragan Drašković     | fine rapporto     |          |
| CB       | Olexandr Sadovyy     | Sport Management  |          |
| CB       | Giacomo Saviano      | fine rapporto     |          |

## Risultati

### Serie A1

#### Girone di andata
| Arbitri: | Luca Castagnola Leonardo Ceccarelli |

|                                                            |           |                                                         |
| Petković: 4 S. Luongo: 3 Lanzoni: 2 M. Gitto, Valentino: 1 | Marcatori | 2: Cuccovillo, Pappacena 1: Innocenzi, Spinelli, Vitola |

| Arbitri: | Stefano Riccitelli Alberto Rovida |

|                                                 |           |                                                             |
| Đ. Filipović: 4 Bini, M. Luongo: 3 B. Ivović: 1 | Marcatori | 3: Petković 2: Paškvalin, Valentino 1: S. Luongo, Scotti G. |

| Arbitri: | Massimo Savarese Cristina Taccini |

|                                                                               |           |                                                                          |
| Petković: 4 S. Luongo: 3 Astarita: 2 M. Gitto, Paškvalin, Pérez, Scotti G.: 1 | Marcatori | 3: Maddaluno, Vittorioso 2: Di Rocco 1: Africano, A. Calcaterra, Samuels |

| Arbitri: | Fabio Brasiliano Stefano Pinato |

|                                            |           |                                                                                   |
| Brguljan, Di Costanzo: 3 Ronga, Velotto: 1 | Marcatori | 3: S. Luongo, Petković 2: Lanzoni 1: Astarita, Paškvalin, Pérez, Rossi, Scotti G. |

| Arbitri: | Fabio Collantoni Stefano Scappini |

|                                                                          |           |                                                               |
| Pérez, Petković: 3 Astarita, Lanzoni, S. Luongo, Paškvalin, Valentino: 1 | Marcatori | 2: Alesiani 1: G. Fiorentini, Fulcheris, Mistrangelo, Pesenti |

| Arbitri: | Leonardo Ceccarelli Cristina Taccini |

|                                                   |           |                                     |
| F. Pagani: 3 Bodegas, Molina, Napolitano, Nora: 1 | Marcatori | 2: Petković 1: Paškvalin, Scotti G. |

| Arbitri: | Fabio Brasiliano Raffaele Colombo |

|                                                           |           |                                      |
| Petković: 3 Lanzoni, S. Luongo, Valentino: 2 Scotti G.: 1 | Marcatori | 2: Radović, Saccoia 1: Foglio, Gallo |

| Arbitri: | Roberto Petronilli Alessandro Severo |

|                                                                               |           |                                                                |
| De Trane, Deserti: 3 A. Di Somma: 2 E. Di Somma, Gavazzi, Guidaldi, Ravina: 1 | Marcatori | 6: Petković 2: S. Luongo, Pérez 1: Paškvalin, Rossi, Valentino |

| Arbitri: | Mario Bianchi Marco Piano |

|                                          |           |                                                          |
| Gaffuri: 2 Busilacchi, Cesini, Jelača: 1 | Marcatori | 4: Marziali 2: Lanzoni, Paškvalin, Valentino 1: M. Gitto |

| Arbitri: | Stefano Riccitelli Stefano Scappini |

|                                   |           |                                                                                      |
| S. Luongo: 3 M. Gitto: 2 Rossi: 1 | Marcatori | 4: Giacoppo 3: A. Ivović 2: Figlioli, Prlainović 1: F. Di Fulvio, Fondelli, N. Gitto |

| Arbitri: | Marco Ercoli Bruno Navarra |

|                                                    |           |                                                                 |
| Coppoli: 5 Gambacorta: 2 Ercolano, Gobbi, Liang: 1 | Marcatori | 5: Petković 2: Marziali, Paškvalin 1: Lanzoni, Rossi, Valentino |

#### Girone di ritorno
| Arbitri: | Giuseppe Fusco Stefano Pinato |

|                                                         |           |                                                                               |
| Mirarchi: 5 Banovac, Cuccovillo, Innocenzi, Spinelli: 1 | Marcatori | 3: Lanzoni 2: M. Gitto 1: Astarita, S. Luongo, Paškvalin, Petković, Scotti G. |

| Arbitri: | Daniele Bianco Massimiliano Caputi |

|                                                |           |                                                                    |
| Petković: 6 Lanzoni, S. Luongo: 2 Valentino: 1 | Marcatori | 5: M. Luongo 2: Razzi 1: Bini, A. Di Fulvio, B. Ivović, M. Lapenna |

| Arbitri: | Fabio Brasiliano Alberto Rovida |

|                                                                                           |           |                                                                                              |
| Cannella, Vittorioso: 3 Di Rocco, Gianni: 2 Africano, A. Calcaterra, Colosimo, Samuels: 1 | Marcatori | 3: M. Gitto, S. Luongo, Paškvalin, Petković 2: Marziali, Rossi 1: Astarita, Ferrone, Lanzoni |

| Arbitri: | Marco Ercoli Massimo Filippo Gomez |

|                                                        |           |                                                                                       |
| S. Luongo: 4 Petković: 3 M. Gitto, Lanzoni: 2 Rossi: 1 | Marcatori | 4: Brguljan 1: Baraldi, Borrelli, Campopiano, Di Costanzo, Migliaccio, Ronga, Velotto |

| Arbitri: | Fabio Ricciotti Stefano Riccitelli |

|                                                     |           |                                                                            |
| Damonte, Fulcheris, Mistrangelo, Piombo, Tomašić: 1 | Marcatori | 3: Lanzoni, Paškvalin 2: S. Luongo, Petković 1: M. Gitto, Pérez, Valentino |

| Arbitri: | Mario Bianchi Fabio Collantoni |

|                                      |           |                                               |
| Marziali: 4 Petković: 2 S. Luongo: 1 | Marcatori | 3: Molina 2: Bodegas 1: Giorgi, C. Presciutti |

| Arbitri: | Luca Bianco Luca Castagnola |

|                                           |           |                                                                          |
| Gallo: 4 Klikovac, Renzuto I., Saccoia: 1 | Marcatori | 2: Petković 1: Astarita, Lanzoni, S. Luongo, Paškvalin, Rossi, Scotti G. |

| Arbitri: | Gianluca Centineo Giovanni Lo Dico |

|                                                                               |           |                                                                     |
| Paškvalin: 5 Lanzoni, S. Luongo: 3 Astarita, Marziali, Petković, Scotti G.: 1 | Marcatori | 3: Deserti, E. Di Somma 2: Gavazzi, Loomis 1: A. Di Somma, Guidaldi |

| Arbitri: | Fabio Brasiliano Fabio Collantoni |

|                                                                   |           |                                                |
| Lanzoni, Petković: 3 M. Gitto, S. Luongo: 2 Astarita, Marziali: 1 | Marcatori | 4: Gaffuri, Milaković 2: Busilacchi 1: Krizman |

| Arbitri: | Stefano Riccitelli Marco Ercoli |

| |           |                                                                   |
| Aicardi, Felugo, Giorgetti, N. Gitto, Prlainović: 2 Barattini, Figlioli, Fondelli, Giacoppo, Pijetlović: 1 | Marcatori | 3: S. Luongo 2: Marziali, Petković, Scotti G. 1: Ferrone, Lanzoni |

| Arbitri: | Giovanni Lo Dico Massimiliano Ruscica |

| |           |                                                                            |
| Paškvalin: 5 S. Luongo: 3 Marziali: 2 Astarita, Ferrone, M. Gitto, Lanzoni, Petković, Rossi, Tozzi I. | Marcatori | 2: Gambacorta, Panerai 1: Brancatello, E. Calcaterra, Coppoli, Dani, Gobbi |

#### Playoff - Quarti di finale
| Arbitri: | Fabio Brasiliano Stefano Pinato |

|                                                                |           |                                          |
| Gallo: 4 Radović: 3 Mandolini: 2 Dolce, Renzuto I., Saccoia: 1 | Marcatori | 2: S. Luongo, Petković 1: Lanzoni, Pérez |

| Arbitri: | Massimo Savarese Alberto Rovida |

|                                                                       |           |                                                   |
| Marziali, Petković: 3 Ferrone, M. Gitto, Lanzoni, Pérez, Valentino: 1 | Marcatori | 3: Saccoia 2: Gallo, Radović, Renzuto I. 1: Dolce |

| Arbitri: | Mario Bianchi Stefano Riccitelli |

|                                                                |           |                                               |
| Lanzoni, S. Luongo: 4 Paškvalin, Petković, Rossi, Valentino: 1 | Marcatori | 3: Saccoia 2: Klikovac, Renzuto I. 1: Radović |

#### Playoff - Semifinali
| Arbitri: | Daniele Bianco Alessandro Severo |

|                                                        |           |                                                                                                  |
| Petković: 3 Lanzoni, S. Luongo, Marziali, Valentino: 1 | Marcatori | 4: N. Presciutti 2: Giorgi, Molina, Rizzo, C. Presciutti 1: D. Fiorentini, Napolitano, F. Pagani |

| Arbitri: | Mario Bianchi Cristina Taccini |

|                                                                              |           |                                       |
| Molina, C. Presciutti: 3 Bruni: 2 Bodegas, Giorgi, Nora, F. Pagani, Rizzo: 1 | Marcatori | 2: Ferrone, S. Luongo, Pérez 1: Rossi |

#### Playoff - Finale 3º-4º posto
| Arbitri: | Stefano Pinato Alberto Rovida |

|                                                                                  |           |                                                                |
| Đ. Filipović: 4 Bini, C. Di Fulvio, B. Ivović, M. Luongo: 2 M. Lapenna, Razzi: 1 | Marcatori | 4: S. Luongo, Petković 2: Lanzoni 1: Ferrone, Pérez, Valentino |

| Arbitri: | Fabio Brasiliano Giovanni Lo Dico |

|                      |           |                                                                 |
| Petković: 4 Pérez: 1 | Marcatori | 3: Đ. Filipović 1: Binchi, Bini, M. Lapenna, M. Luongo, Sadovyy |

### Coppa Italia

#### Prima fase
Due gruppi da quattro squadre ciascuno. L'Acquachiara è inclusa nel gruppo A.
| Arbitri: | Luca Castagnola Marco Piano |

|                                                   |           |                                                                               |
| Banovac, Cuccovillo, Innocenzi, Parisi, Vitola: 1 | Marcatori | 4: S. Luongo, Petković 3: Lanzoni, Marziali, ScottG. i 1: Astarita, Valentino |

| Ostia 28 settembre 2014, ore 10:30 CET 2ª partita | Acquachiara | 15 – 11 (3–4; 4–2; 3–4; 5–1) referto                                   | Lazio | C.F. Polo Natatorio (100 spett.) |
| \| \| \| \| \| S. Luongo, Petković: 6 M. Gitto, Lanzoni, Scotti G.: 1 \| Marcatori \| 3: Di Rocco, Vittorioso 2: A. Calcaterra 1: Africano, Cannella, Gianni \| |             |                                                                        |       |                                  |
| |             |                                                                        |       |                                  |
| S. Luongo, Petković: 6 M. Gitto, Lanzoni, Scotti G.: 1 | Marcatori   | 3: Di Rocco, Vittorioso 2: A. Calcaterra 1: Africano, Cannella, Gianni |       |                                  |

| Arbitri: | Luca Castagnola Gianluca Centineo |

| |           |                              |
| Petković: 4 Lanzoni, S. Luongo: 3 Marziali: 2 Astarita, M. Gitto, Paškvalin, ScottG. i, Valentino: 1 | Marcatori | 1: Ercolano, Gobbi, Gragnani |

#### Seconda fase
Due gruppi da quattro squadre ciascuno. L'Acquachiara è qualificata dalla prima fase e inquadrata nel gruppo D.
| Arbitri: | Roberto Petronilli Alessandro Severo |

|                                                               |           |                                                                |
| Brguljan, Campopiano: 2 Borrelli, Esposito, Ronga, Velotto: 1 | Marcatori | 3: Lanzoni, Marziali, Paškvalin, Petković 2: M. Gitto 1: Rossi |

| Arbitri: | Stefano Riccitelli Alessandro Severo |

|                                                                            |           |                                                 |
| S. Luongo: 4 Lanzoni, Marziali, Paškvalin, Petković: 2 Pérez, Valentino: 1 | Marcatori | 2: Radović, RenzutI. o 1: Dolce, Gallo, Saccoia |

| Arbitri: | Attilio Paoletti Stefano Riccitelli |

| |           |                                                                         |
| Bodegas: 4 Molina, Napolitano, Rizzo: 2 Bruni, D. Fiorentini, F. Pagani, C. Presciutti, N. Presciutti: 1 | Marcatori | 2: Lanzoni 1: M. Gitto, Marziali, Paškvalin, Petković, Rossi, ScottG. i |

#### Final Four
| Arbitri: | Stefano Riccitelli Marco Ercoli |

|                                                                                      |           |                                              |
| Giorgetti: 5 Fondelli: 2 F. Di Fulvio, Giacoppo, N. Gitto, Pijetlović, Prlainović: 1 | Marcatori | 3: Petković 1: Lanzoni, Paškvalin, Scotti G. |

| Arbitri: | Marco Ercoli Giovanni Lo Dico |

|                                                               |           |                                                                  |
| S. Luongo, Pérez: 2 M. Gitto, Lanzoni, Marziali, Paškvalin: 1 | Marcatori | 2: Đ. Filipović, M. Luongo, Razzi 1: Bini, C. Di Fulvio, Sadovyy |

### LEN Euro Cup

#### Turno di qualificazione
Quattro gruppi da cinque squadre ciascuno (sei nel gruppo A): si qualificano ai quarti di finale le prime due di ciascun gruppo. L'Acquachiara è inclusa nel Gruppo A, disputato ad Atene, dove si piazza al secondo posto qualificandosi alla fase successiva.
| Arbitri: | Andrej Franulović Sergio Galindo |

|                                                        |           |                                                    |
| Luongo: 3 Lanzoni, Petković: 2 Paškvalin, Scotti G.: 1 | Marcatori | 4: Sekulić 2: Sarić 1: Pješivac, Ukropina, Vidović |

| Arbitri: | Andrej Franulović Mete Kokarağaç |

|                                                              |           |                                             |
| Chrysospathis, Kapotsis: 2 Afroudakis, Masmanidis, Tigkas: 1 | Marcatori | 5: Petković 3: Luongo 2: Paškvalin 1: Pérez |

| Arbitri: | Ivan Raković Mete Kokarağaç |

|                                                                          |           |                                                      |
| Stepanjuk, Šepelev: 4 Ryžov-Aleničev: 3 Elizarov, Nagaev, Zinnatullin: 1 | Marcatori | 7: Petković 1: Gitto, Marziali, Paškvalin, Scotti G. |

| Arbitri: | Ivan Raković Andrej Franulović |

|                                                                                   |           |                                     |
| Petković: 10 Luongo: 7 Marziali, Paškvalin, Rossi: 2 Gitto, Lanzoni, Valentino: 1 | Marcatori | 3: Glaser 2: Müller, Roth, Rothfuss |

| Arbitri: | Ivan Raković Radu Sorin Matache |

|                                                                                        |           |                                                                                       |
| Foster: 2 Aantjes, Frauenfelder, Hoepelman, Landeweerd, Spijker, van den Bersselaar: 1 | Marcatori | 4: Luongo, Petković 2: Lanzoni, Marziali, Valentino 1: Astarita, Paškvalin, Scotti G. |

#### Quarti di finale
| Arbitri: | Raúl Torres Miroslav Vlasić |

|                                                                                    |           |                                                     |
| Luongo, Paškvalin: 3 Petković: 2 Astarita, Lanzoni, Pérez, Scotti G., Valentino: 1 | Marcatori | 2: Babič, Bruyère 1: Divković, Izdinsky, Laversanne |

| Arbitri: | Hendrik Schopp Peter de Jong |

|                                                                |           |                                                               |
| Laversanne: 4 Nastran: 2 Babič, Bruyère, Divković, Izdinsky: 1 | Marcatori | 3: Petković 2: Luongo, Marziali 1: Astarita, Pérez, Valentino |

#### Semifinali
| Arbitri: | Balázs Székely José Teule |

|                                                                         |           |                                                                   |
| Petković: 5 Paškvalin: 4 Valentino: 2 Astarita, Gitto, Luongo, Pérez: 1 | Marcatori | 3: Marinić Kragić 2: Burić, Lušić 1: Ban, Ćalić, Ćorušić, Marelja |

| Arbitri: | Radosław Koryzna Giorgos Stavridis |

|                                          |           |                                                            |
| Burić, Zović: 2 Ban, Gluhaić, Marelja: 1 | Marcatori | 2: Luongo 1: Lanzoni, Marziali, Paškvalin, Pérez, Petković |

#### Finale
| Arbitri: | Andrej Franulović Sergio Galindo |

|                                             |           |                                          |
| Bertoli, Klikovac: 2 Radović, Renzuto I.: 1 | Marcatori | 2: Pérez, Petković 1: Lanzoni, Paškvalin |

| Arbitri: | Radosław Koryzna Nikos Stavropoulos |

|                                                                        |           |                                                             |
| Lanzoni: 3 S. Luongo: 2 M. Gitto, Marziali, Paškvalin, Pérez, Rossi: 1 | Marcatori | 2: Bertoli, Gallo, Klikovac, Renzuto I., Saccoia 1: Radović |

## Statistiche

### Statistiche di squadra
- Gli incontri del secondo turno di Coppa Italia contro CC Napoli e Posillipo alla Piscina Felice Scandone (piscina che ospita gli incontri casalinghi di tutte e tre le squadre) sono considerati in campo neutro.

| Competizione | Punti | In casa | In casa | In casa | In casa | In casa | In casa | In trasferta | In trasferta | In trasferta | In trasferta | In trasferta | In trasferta | Neutro | Neutro | Neutro | Neutro | Neutro | Neutro | Totale | Totale | Totale | Totale | Totale | Totale | DR  |
| Competizione | Punti | G       | V       | N       | P       | Gf      | Gs      | G            | V            | N            | P            | Gf           | Gs           | G      | V      | N      | P      | Gf     | Gs     | G      | V      | N      | P      | Gf     | Gs     | DR  |
| ------------ | ----- | ------- | ------- | ------- | ------- | ------- | ------- | ------------ | ------------ | ------------ | ------------ | ------------ | ------------ | ------ | ------ | ------ | ------ | ------ | ------ | ------ | ------ | ------ | ------ | ------ | ------ | --- |
| Serie A1     | 50    | 11      | 8       | 2       | 1       | 125     | 105     | 11           | 8            | 0            | 3            | 123          | 103          | 0      | 0      | 0      | 0      | 0      | 0      | 22     | 16     | 2      | 4      | 248    | 208    | +40 |
| Playoff      | -     | 4       | 2       | 0       | 2       | 35      | 41      | 3            | 0            | 0            | 3            | 26           | 39           | 0      | 0      | 0      | 0      | 0      | 0      | 7      | 2      | 0      | 5      | 61     | 7280   | -19 |
| Coppa Italia | -     | 1       | 0       | 0       | 1       | 8       | 15      | 1            | 0            | 0            | 1            | 6            | 12           | 6      | 5      | 0      | 1      | 88     | 43     | 8      | 5      | 0      | 3      | 102    | 70     | +32 |
| Euro Cup     | -     | 3       | 2       | 0       | 1       | 38      | 29      | 3            | 0            | 3            | 0            | 23           | 23           | 5      | 3      | 1      | 1      | 74     | 47     | 11     | 5      | 4      | 2      | 135    | 99     | +36 |
| Totale       | -     | 18      | 12      | 2       | 4       | 201     | 182     | 19           | 8            | 3            | 8            | 183          | 185          | 11     | 8      | 1      | 2      | 162    | 90     | 48     | 28     | 6      | 14     | 546    | 457    | +89 |

### Classifica marcatori
| Tot. | Giocatore              | A1 | CI | EC |
| ---- | ---------------------- | -- | -- | -- |
| 140  | Antonio Petković       | 76 | 23 | 41 |
| 102  | Stefano Luongo         | 56 | 19 | 27 |
| 66   | Giacomo Lanzoni        | 39 | 16 | 11 |
| 56   | Fran Paškvalin         | 30 | 9  | 17 |
| 43   | Luca Marziali          | 22 | 12 | 9  |
| 27   | Matteo Gitto           | 17 | 6  | 4  |
| 26   | Giuseppe Valentino     | 16 | 3  | 7  |
| 25   | Amaurys Pérez          | 14 | 3  | 8  |
| 21   | Andrea Scotti Galletta | 10 | 7  | 4  |
| 16   | Simone Rossi           | 11 | 2  | 3  |
| 16   | Matteo Astarita        | 10 | 2  | 4  |
| 7    | Marco Ferrone          | 7  | 0  | 0  |
| 1    | Vincenzo Tozzi Idioti  | 1  | 0  | 0  |